# Castione Andevenno
Castione Andevenno is een gemeente in de Italiaanse provincie Sondrio (regio Lombardije) en telt 1545 inwoners (31-12-2004). De oppervlakte bedraagt 17,1 km², de bevolkingsdichtheid is 91 inwoners per km².

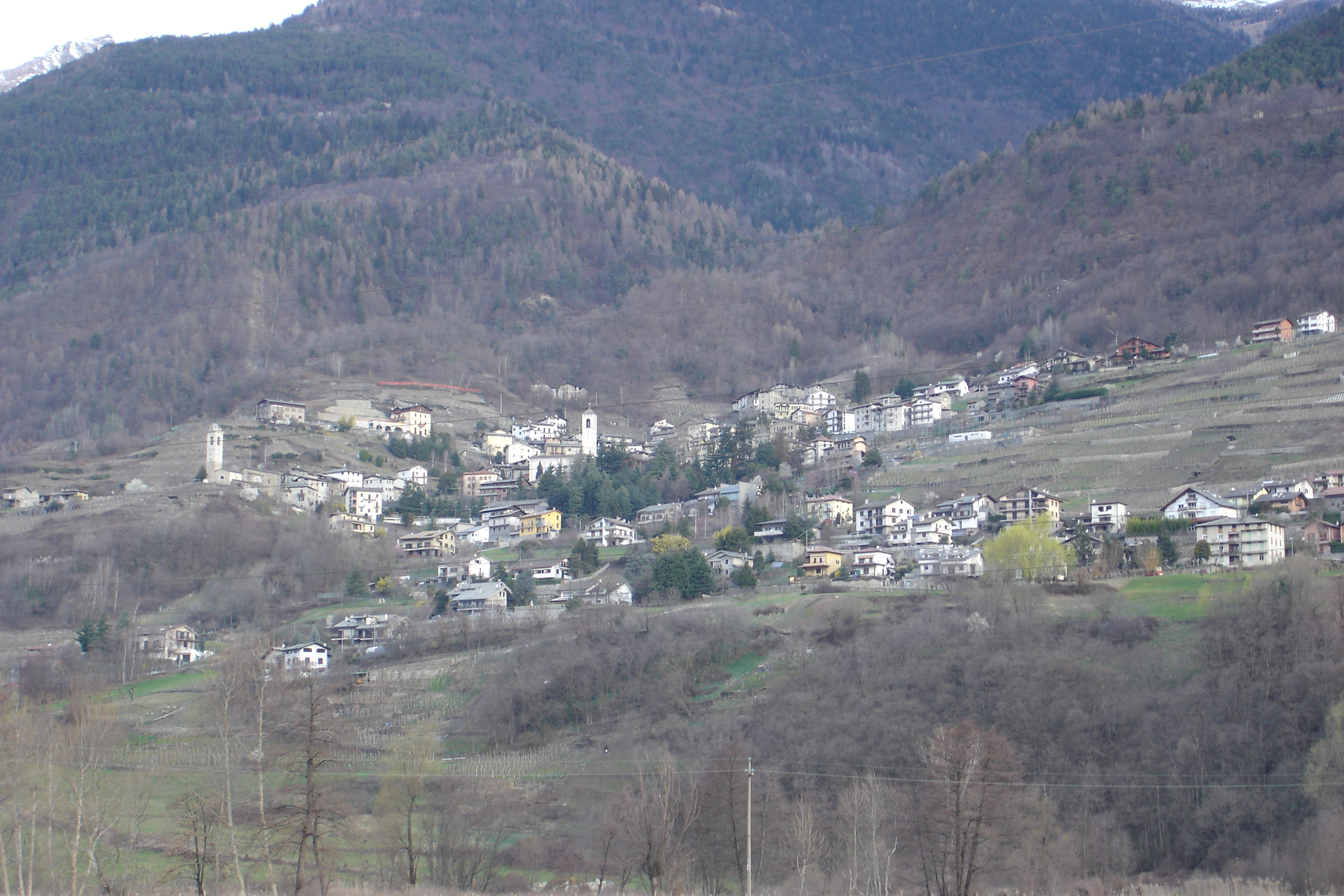
Centrum van Andevenno
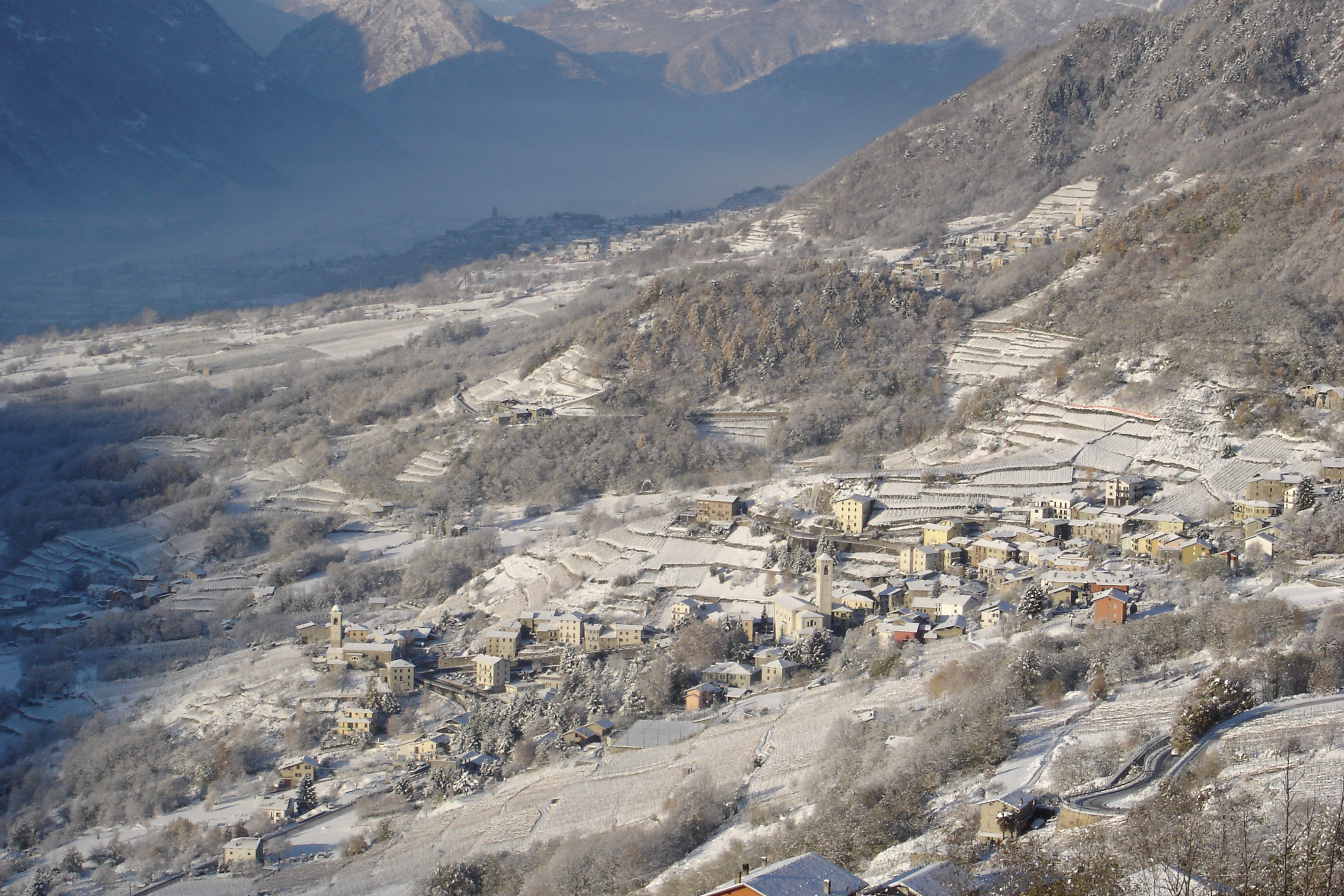
Historisch centrum

## Demografie
Castione Andevenno telt ongeveer 621 huishoudens. Het aantal inwoners daalde in de periode 1991-2001 met 2,0% volgens cijfers uit de tienjaarlijkse volkstellingen van ISTAT.
| Jaar | Inwoneraantal |
| ---- | ------------- |
| 1991 | 1585          |
| 2001 | 1553          |

## Geografie
Castione Andevenno grenst aan de volgende gemeenten: Albosaggia, Caiolo, Postalesio, Sondrio, Torre di Santa Maria.